# Mike Bost
Mike Bost (sinh ngày 30 tháng 12 năm 1960) là một thành viên của đảng Cộng hòa thuộc Hạ viện Illinois, đại diện cho khu 115, nơi ông đã phục vụ từ năm 1995.
Bost từng là một lính cứu hỏa trước khi bước vào chính trị và trở thành một nhà lập pháp nhà nước thời gian và chủ doanh nghiệp. Ông tốt nghiệp Trường Trung học Murphysboro, tham dự Đại học Illinois chứng nhận Firefighter II Học viện, và phục vụ trong Thủy quân Lục chiến Hoa Kỳ (1979-1982). Ông và vợ ông, Tracy, có ba đứa con và sáu đứa cháu.
Bost tài trợ nhiều dự án luật súng đạn nhằm hỗ trợ quyền mang vũ khí. Ông là một đối thủ của cựu thống đốc Illinois Rod Blagojevich. Trong tháng 5 năm 2012, buồn bã trong một dự luật cải tổ lương hưu nhà nước, Bost la hét và ném giấy tờ trên sàn nhà Illinois vì ông chỉ có hai mươi phút để xem xét và bỏ phiếu về một dự luật 100 trang.